# Kate et Léopold
Pour plus de détails, voir Fiche technique et Distribution.
Kate et Léopold (Kate and Leopold) est un film américain réalisé par James Mangold et sorti en 2001.

## Synopsis
Avril 1876. Léopold, troisième duc d'Albany, est un parfait gentleman, intelligent, séduisant, riche et célibataire. Il est aussi le futur inventeur de l'ascenseur.
2001. Kate McKay est une femme d'affaires vivant à New York. Elle est séduisante, sexy, célibataire, dynamique, ambitieuse et possède tous les atouts pour réussir sa vie professionnelle. C'est une vraie femme d'affaires du XXIe siècle.
La vie les a rendus cyniques et ils ne croient désormais plus au « grand amour ». Léopold est contraint par son oncle Millard de se marier avec une riche héritière. De son côté, Kate sort d'une relation compliquée avec Stuart Besser, un scientifique obsédé par ses recherches. Mais quand ce dernier trouve une faille dans le continuum espace temps, Léopold se retrouve projeté malgré lui dans le New York d'aujourd'hui.
Toutes les conditions sont réunies pour que Kate et Léopold se rencontrent et trouvent enfin le grand amour.

## Fiche technique
- Titre original : Kate and Leopold
- Titre francophone : Kate et Léopold
- Réalisation : James Mangold
- Scénario : Steven Rogers et James Mangold
- Photographie : Stuart Dryburgh
- Montage : David Brenner
- Décors : Mark Friedberg
- Costumes : Donna Zakowska
- Musique : Rolfe Kent
- Production : Cathy Konrad
  - Production déléguée : Kerry Orent, Meryl Poster (en), Bob et Harvey Weinstein
- Sociétés de production : Konrad Pictures et Miramax Films
- Sociétés de distribution : Miramax Films (États-Unis), BAC Films (France), RCV Film Distribution (Benelux)
- Budget : 48 millions de dollars[1]
- Pays de production :  États-Unis
- Format : couleur (Technicolor - DeLuxe) — 35 mm — 1,85:1 — son Dolby Digital / DTS / SDDS
- Genre : science-fiction, romance
- Durée : 118 minutes, 123 minutes (version director's cut)
- Box-office : Mondial : 76 019 048 $[2]
- Dates de sortie :
  - États-Unis, Canada : 25 décembre 2001
  - France, Belgique, Suisse romande[3] : 3 avril 2002

## Distribution
- Meg Ryan  (V. F. : Marina Pastor ; V. Q. : Natalie Hamel-Roy) : Kate McKay
- Hugh Jackman (V. F. : Dominique Guillo ; V. Q. : Daniel Picard) : Leopold, duc d'Albany
- Liev Schreiber (V. F. : Frédéric Darie ; V. Q. : Pierre Auger) : Stuart Besser
- Breckin Meyer (V. F. : Alexandre Zambeaux ; V. Q. : Louis-Philippe Dandenault) : Charlie McKay
- Natasha Lyonne (V. F. : Sandy Boizard ; V. Q. : Valérie Gagné) : Darci
- Bradley Whitford (V. F. : Jean-Philippe Puymartin ; V. Q. : Marc Bellier) : J. J. Camden
- Paxton Whitehead (V. F. : Vania Vilers ; V. Q. : Hubert Gagnon) : oncle Millar
- Spalding Gray : Dr Geisler
- Charlotte Ayanna (en) (V. F. : Tatiana Werner) : Patrice
- Philip Bosco (V. F. : Philippe Nahon) : Otis
- Kristen Schaal (V. F. : Maïté Maillé) : Miss Tree
- Stephanie Sanditz : Gretchen
- Viola Davis : une policière
- Andrew Jack : John Augustus Roebling
- James Mangold : le réalisateur furieux (caméo)

## Production
Sandra Bullock a été un temps envisagée pour incarner Kate.
Pour parfaire son rôle, Hugh Jackman a pris des cours d'étiquette, de danse et d'équitation

## Musique
La musique du film est composée par Rolfe Kent. Sting enregistre le titre Until... et remporte notamment le Golden Globe de la meilleure chanson originale.
| Liste des titres | Liste des titres                         | Liste des titres | Liste des titres | Liste des titres | Liste des titres | Liste des titres | Liste des titres | Liste des titres | Liste des titres |
| No               | Titre                                    | Interprètes      | Durée            |                  |                  |                  |                  |                  |                  |
| ---------------- | ---------------------------------------- | ---------------- | ---------------- | ---------------- | ---------------- | ---------------- | ---------------- | ---------------- | ---------------- |
| 1.               | A Clock in New York                      | Rolfe Kent       | 1:26             |                  |                  |                  |                  |                  |                  |
| 2.               | I Want Him Resplendent                   | Rolfe Kent       | 1:25             |                  |                  |                  |                  |                  |                  |
| 3.               | Leopold Chases Stuart to Brooklyn        | Rolfe Kent       | 1:54             |                  |                  |                  |                  |                  |                  |
| 4.               | That Was Your Best?                      | Rolfe Kent       | 1:17             |                  |                  |                  |                  |                  |                  |
| 5.               | Let's Go!                                | Rolfe Kent       | 3:03             |                  |                  |                  |                  |                  |                  |
| 6.               | Leopold Sees the Completed Bridge        | Rolfe Kent       | 0:49             |                  |                  |                  |                  |                  |                  |
| 7.               | You Did So Great (Kate's Theme)          | Rolfe Kent       | 1:18             |                  |                  |                  |                  |                  |                  |
| 8.               | Galloping                                | Rolfe Kent       | 1:21             |                  |                  |                  |                  |                  |                  |
| 9.               | Dearest Kate...                          | Rolfe Kent       | 2:14             |                  |                  |                  |                  |                  |                  |
| 10.              | Prolixin / Leopold & Charlie Buy Flowers | Rolfe Kent       | 2:20             |                  |                  |                  |                  |                  |                  |
| 11.              | Charlie Wins Patrice, Leopold Wins Kate  | Rolfe Kent       | 3:41             |                  |                  |                  |                  |                  |                  |
| 12.              | Secret Drawer                            | Rolfe Kent       | 2:01             |                  |                  |                  |                  |                  |                  |
| 13.              | Time for Bed                             | Rolfe Kent       | 2:14             |                  |                  |                  |                  |                  |                  |
| 14.              | Charlie Realizes Leopold Was for Real    | Rolfe Kent       | 1:31             |                  |                  |                  |                  |                  |                  |
| 15.              | Kate Goes to the Awards                  | Rolfe Kent       | 2:24             |                  |                  |                  |                  |                  |                  |
| 16.              | Kate Sees the Pictures - "I Have to Go"  | Rolfe Kent       | 2:54             |                  |                  |                  |                  |                  |                  |
| 17.              | You Have to Cross the Girder             | Rolfe Kent       | 1:51             |                  |                  |                  |                  |                  |                  |
| 18.              | Back in 1876 - Waltz                     | Rolfe Kent       | 2:12             |                  |                  |                  |                  |                  |                  |
| 19.              | Back Where I Belong                      | Jula Bell        | 2:49             |                  |                  |                  |                  |                  |                  |
| 20.              | Until...                                 | Sting            | 3:11             |                  |                  |                  |                  |                  |                  |
| 41:55            |                                          |                  |                  |                  |                  |                  |                  |                  |                  |

## Distinctions
(en) Récompenses pour Kate et Léopold sur l’Internet Movie Database

### Récompense
- 2002 : Golden Globe de la meilleure chanson originale pour Sting (Until)

### Nominations
- 2002 : Oscar de la meilleure chanson originale pour Sting (Until)
- 2002 : Critics Choice Award de la meilleure chanson pour Sting (Until)
- 2002 : Golden Globe du meilleur acteur dans un film musical ou une comédie pour Hugh Jackman
- 2002 : World Soundtrack Award de la meilleure chanson originale écrite pour un film pour Sting (Until)